# Tymczasowe Porozumienie między Stolicą Apostolską a Chińską Republiką Ludową
Tymczasowe Porozumienie między Stolicą Apostolską a Chińską Republiką Ludową – tymczasowe, tajne porozumienie między Watykanem, a Chińską Republiką Ludową w sprawie mianowania biskupów na terenie Chin kontynentalnych.
Porozumienie zawarto 22 września 2018, a odnowiono 22 października 2020, w 2022 i w 2024. Reguluje ono procedury desygnowania nowych biskupów na obszarze Chińskiej Republiki Ludowej, które odbywa się w sposób odmienny niż na terenie większości innych państw. Według kardynała Pietro Parolina dokument uwzględnia szczególne cechy historii Chin oraz społeczeństwa chińskiego wpływające na rozwój Kościoła w tym państwie. 
Efektem podpisania porozumienia było zakończenie sporów w kwestii mianowania biskupów. Od 2018 nie wystąpiły w Chinach nieprawowite święcenia biskupie, a wszyscy biskupi katoliccy pozostają w komunii ze Stolicą Apostolską i są uznawani przez chińskie instytucje publiczne. Sześć pierwszych święceń w duchu porozumienia zakładało już ostateczne słowo w kwestii desygnowania papieżowi. Wcześniej, po zerwaniu przez Watykan i Pekin stosunków dyplomatycznych (1951), Rzym postrzegał komunizm jako „wroga wiary”, natomiast Kościół katolicki został usunięty z Chin. Biskupi wyświęceni przez papieża tracili  łączność ze Stolicą Apostolską, dołączając do sankcjonowanego przez państwo chińskie Patriotycznego Stowarzyszenia Katolików Chińskich.
Dokument wzbudził wśród chińskich katolików wątpliwości oraz ograniczenie zaufania ze względu na pozorną obojętność Watykanu wobec sprzeciwów, jak również pozostawienie treści w tajemnicy.
Dokument ma charakter tymczasowy i stanowi element dalszego dialogu Watykanu z Chinami. Po przedłużeniu w 2024 obie strony przyznały, że są zadowolone z funkcjonowania ustaleń.